# Le Prix de la loyauté
Pour le téléfilm de 2019, voir Le Prix de la loyauté (téléfilm).
 (juillet 2018).
Si vous disposez d'ouvrages ou d'articles de référence ou si vous connaissez des sites web de qualité traitant du thème abordé ici, merci de compléter l'article en donnant les références utiles à sa vérifiabilité et en les liant à la section « Notes et références ».
Pour plus de détails, voir Fiche technique et Distribution.
Le Prix de la loyauté ou En toute loyauté au Québec (Pride and Glory) est un film germano-américain réalisé par Gavin O'Connor et sorti en 2008.

## Synopsis
Dans le clan Tierney, on est policier de père en fils. Il faut ainsi savoir protéger les siens. Lorsque quatre policiers sont abattus dans une affaire de drogue, l'événement fait grand bruit à la une des journaux. Mais il semble que la mort de ces quatre policiers ne soit pas due au hasard : les trafiquants auraient été prévenus de l'arrivée de la police. Francis Sr., le patriarche, charge le jeune Ray de résoudre cette affaire. Mais ce dernier découvre vite que l'affaire est bien plus complexe. L'appartement où les policiers ont été tués appartient à un parrain de la drogue et ces meurtres semblent répondre étrangement à une vengeance.

## Fiche technique
Sauf indication contraire, les informations mentionnées dans cette section peuvent être confirmées par les bases de données cinématographiques IMDb et Allociné,  présentes dans la section « Liens externes ».
- Titre original : Pride and Glory
- Titre français : Le Prix de la loyauté
- Titre québécois : En toute loyauté
- Réalisation : Gavin O'Connor
- Scénario : Joe Carnahan et Gavin O'Connor, d'après une histoire de Gavin O'Connor, Greg O'Connor et Robert Hopes
- Musique : Mark Isham
- Direction artistique : James Donahue
- Décors : Dan Leigh
- Costumes : Abigail Murray
- Photographie : Declan Quinn
- Montage : Lisa Zeno Churgin et John Gilroy
- Production : Greg O'Connor, Josh Fagin (coproducteur), Marcus Viscidi (producteur exécutif), Toby Emmerich (producteur délégué), Cale Boyter (producteur délégué)
- Sociétés de production : New Line Cinema, Solaris Entertainment, O'Connor Brothers, Avery Pix et Kumar Mobiliengesellschaft mbH & Co. Projekt Nr. 1 KG
- Distribution : New Line Cinema (États-Unis), Metropolitan Filmexport (France)
- Pays de production :  États-Unis,  Allemagne
- Langue originale : anglais et espagnol
- Format : couleur — 1,85:1 — 35 mm — Dolby Digital — SDDS — DTS
- Genre : drame, policier
- Durée : 130 minutes
- Dates de sortie[1] :
  - Canada : 9 septembre 2008 (festival international du film de Toronto)
  - États-Unis, Canada : 24 octobre 2008
  - France : 3 décembre 2008

## Distribution
- Edward Norton (VF : Damien Boisseau - VQ : Antoine Durand) : le lieutenant Ray Tierney
- Colin Farrell (VF : Boris Rehlinger - VQ : Martin Watier) : le sergent Jimmy Egan
- Jon Voight (VF : Michel Bedetti - VQ : Jean-Marie Moncelet) : le chef Francis Tierney Sr.
- Noah Emmerich (VF : Éric Herson-Macarel - VQ : Daniel Picard) : le commandant Francis Tierney Jr.
- Jennifer Ehle (VF : Anne Rondeleux - VQ : Valérie Gagné) : Abby Tierney
- John Ortiz (VF : Emmanuel Garijo - VQ : Gilbert Lachance) : Sandy
- Frank Grillo (VF : Mathieu Buscatto - VQ : Pierre Auger) : Eddie Carbone
- Shea Whigham (VQ : François Trudel) : Kenny Dugan
- Lake Bell (VQ : Catherine Hamann) : Megan Egan
- Carmen Ejogo (VF : Géraldine Asselin) : Tasha
- Manny Pérez (VQ : Manuel Tadros) : Coco Dominguez
- Wayne Duvall : Bill Avery
- Ramón Rodríguez : Angel Tezo
- Rick Gonzalez (VF : Bernard Gabay) : Eladio Casado
- Maximiliano Hernández (VF : Marc Alfos - VQ : Louis-Philippe Dandenault) : Carlos Bragon
- Christopher Michael Holley (en) (VF : Bruno Henry) : l'inspecteur Miller
- Ryan Simpkins : Shannon Egan
- Ty Simpkins : Matthew Egan

## Autour du film
- À l'origine, ce film aurait dû voir le jour en 2001 : Mark Wahlberg et Hugh Jackman devaient y tenir les rôles principaux. Mais à la suite des attentats du 11 septembre 2001 où l'on a ensuite célébré les forces de police, il a été jugé inapproprié de faire un film parlant de la corruption au sein de la police de New York[réf. nécessaire].
- Le réalisateur Gavin O'Connor et le producteur du film Greg O'Connor sont frères jumeaux. Greg a aussi produit le premier film de Gavin : Libres comme le vent (2000). Ils ont également produit le film d'Andrew Smith, The Slaughter Rule[2].
- Nick Nolte devait incarner le rôle de Francis Tierney Sr. mais il dut se retirer du film en raison d'une ancienne douleur au genou[3]. Il est ainsi remplacé par Jon Voight, le père d'Angelina Jolie.